# دونالد كيتس
دونالد كيتس (بالإنجليزية: Donald Keats)‏ هو عازف بيانو وملحن أمريكي، ولد في 27 مايو 1929 في نيويورك في الولايات المتحدة، وتوفي في 27 أبريل 2018.

## وصلات خارجية
- دونالد كيتس على موقع ميوزك برينز (الإنجليزية)